# Mycomya lividella
Mycomya lividella är en tvåvingeart som beskrevs av Vaisanen 1984. Mycomya lividella ingår i släktet Mycomya och familjen svampmyggor.
Artens utbredningsområde är Manitoba. Inga underarter finns listade i Catalogue of Life.